# Aldo Fedeli
Aldo Fedeli (Verona, 6 giugno 1895 – Roma, 1º settembre 1955) è stato un politico italiano, deputato dell'Assemblea Costituente e sindaco di Verona.

## Biografia
Fedeli fu combattente sia durante la prima che durante la seconda guerra mondiale; fu anche reduce della campagna di Russia.
Nel 1945 fu eletto sindaco del capoluogo scaligero, con il compito di ricostruire la città rasa al suolo dai bombardamenti, e dando vita ad un imponente piano di riedificazione e recupero urbano. 
Rimase sindaco fino al 1951, quando gli successe il democristiano Giovanni Uberti.